# 江頭和彦 (国土交通技官)
江頭 和彦（えがしら かずひこ）は、日本の国土交通技官、工学博士。国土交通省九州地方整備局長や、福岡市副市長、博多港ふ頭代表取締役社長等を歴任した。産学官連携功労者表彰国土交通大臣賞受賞。

## 人物・経歴
九州大学工学部土木工学科卒業後、1971年運輸省入省、京浜外貿埠頭公団配属。1987年福岡市港湾局計画部長。2003年九州大学博士（工学）。新潟県港湾空港局長や、運輸省第四港湾建設局長を経て、初代九州地方整備局長。退官後沿岸技術研究センター理事長を経て、2006年福岡市副市長に就任。同年から2015年まで博多港ふ頭代表取締役社長を務め、コスト削減などにあたった。2014年港湾空間における環境（エコ）ターミナルシステム技術の開発により、善功企、春日井康夫らとともに産学官連携功労者表彰国土交通大臣賞を受賞。